# Ruf Lebensmittelwerk
Die RUF Lebensmittelwerk KG mit Sitz in der niedersächsischen Stadt Quakenbrück ist ein Lebensmittelhersteller von Backzutaten, Desserts, Dekorartikeln, Gelatine, Soßenbindern und Backmischungen. Die Produkte werden unter der Marke RUF angeboten. Darüber hinaus produziert RUF auch für Verarbeiter im Foodservice und für die Industrie im In- und Ausland.

## Geschichte
Am 16. November 1920 gründeten Clemens Rump und Hubert Flerlage das Unternehmen Rump & Flerlage als offene Handelsgesellschaft mit Sitz in Quakenbrück. Der Name RUF entstand schließlich als Akronym aus den Anfangsbuchstaben der Firmengründer (Rump und Flerlage).

### Gründungsjahre
Das Unternehmen RUF startete mit gerade einmal 30.000 Mark Betriebskapital und einer einzigen Abfüllmaschine. Nach dem Ersten Weltkrieg herrschten hohe Arbeitslosigkeit und Inflation in Deutschland. Im November 1923 waren 1 Billion Papiermark gerade noch eine Mark in Gold wert.
Aufgrund der knappen Lebensmittel zu dieser Zeit wurden Rezepte für Pudding angeboten, die eigentlich Flammeries aus Stärkepulver und aromatischen Zusätzen wie Vanille oder Schokolade waren. Diese Art Pudding produzierten Rump & Flerlage und distribuierten die Waren anfangs nur regional in einem Umkreis bis maximal 50 Kilometern.
Im Jahr 1930 zog sich Hubert Flerlage aus der Firma zurück und Clemens Rump führte das Unternehmen RUF alleine weiter.

### Nach dem Zweiten Weltkrieg
Nach dem Zweiten Weltkrieg kam mit dem Wirtschaftswunder auch der Aufschwung für die Branche. RUF baute die Produktion und das Sortiment aus: Feinkostpuddinge, Früchtedesserts, Schnellpuddinge ohne Kochen, Instant-Desserts, Backmischungen, Kuchenglasuren, Backzutaten und viele andere süße Spezialitäten kamen hinzu.
1964 wurde die Firma eine Kommanditgesellschaft und 1988 in RUF Lebensmittelwerk GmbH & Co umfirmiert.
Ab Anfang 1986 wurden bei RUF natreen-Desserts exklusiv für den deutschen Markt produziert und distribuiert. Nationale Gemeinschaftswerbung unter dem Slogan: „natreen macht das süße Leben leichter“ machte das Sortiment kalorienreduzierter Produkte national bekannt.

### Weitere Expansion
1991 wurde im benachbarten Essen (Oldenburg) eine weitere Produktionsstätte erbaut. Eine Reihe neuer Verpackungsstationen sowie ein neues Fertigwarenlager wurden errichtet. Ab Mitte 1998 erfolgte die gesamte Puddingpulver- und Backzutatenproduktion in Essen (Old.). Im Jahr 2000 wurde das Unternehmen schließlich zur RUF Lebensmittelwerk KG.
Seit Anfang des neuen Jahrzehnts exportiert das Unternehmen seine Produkte ins Ausland, so dass Verbraucher international RUF-Produkte beziehen können.
Durch die eigene Forschungs- & Entwicklungsabteilung werden Produkte, unter anderem auch für die Bereiche der glutenfreien, veganen und Bio-Ernährung entwickelt und produziert. Derzeit bietet RUF rund 300 Produkte an, die national und international distribuiert werden.
Im Bereich Backmischungen stand das Unternehmen mit 19,6 Mio. Euro Umsatz im Jahr 2010 an zweiter Stelle hinter Dr. Oetker (90,5 Mio. Euro) und vor Kathi.
Im Juli 2025 gab Ruf die Übernahme der operativen Gesellschaften der auf pasteurisierte Brotprodukte (Vollkornbrote und Pumpernickel) spezialisierten Mestemacher-Gruppe, zu der unter anderem Aerzener Brot und Kuchen sowie Modersohn’s Mühlen- und Backbetrieb gehören, von der Familie Detmers bekannt (Netto-Gruppenumsatz 2024 rund 170 Mio. Euro). Mestemacher soll als selbstständiger Teil der RUF-Gruppe geführt werden. Die Transaktion bedarf noch der fusionskontrollrechtlichen Freigabe. Der Vollzug wird vor Ende August 2025 erwartet.